# Halina Dunajska

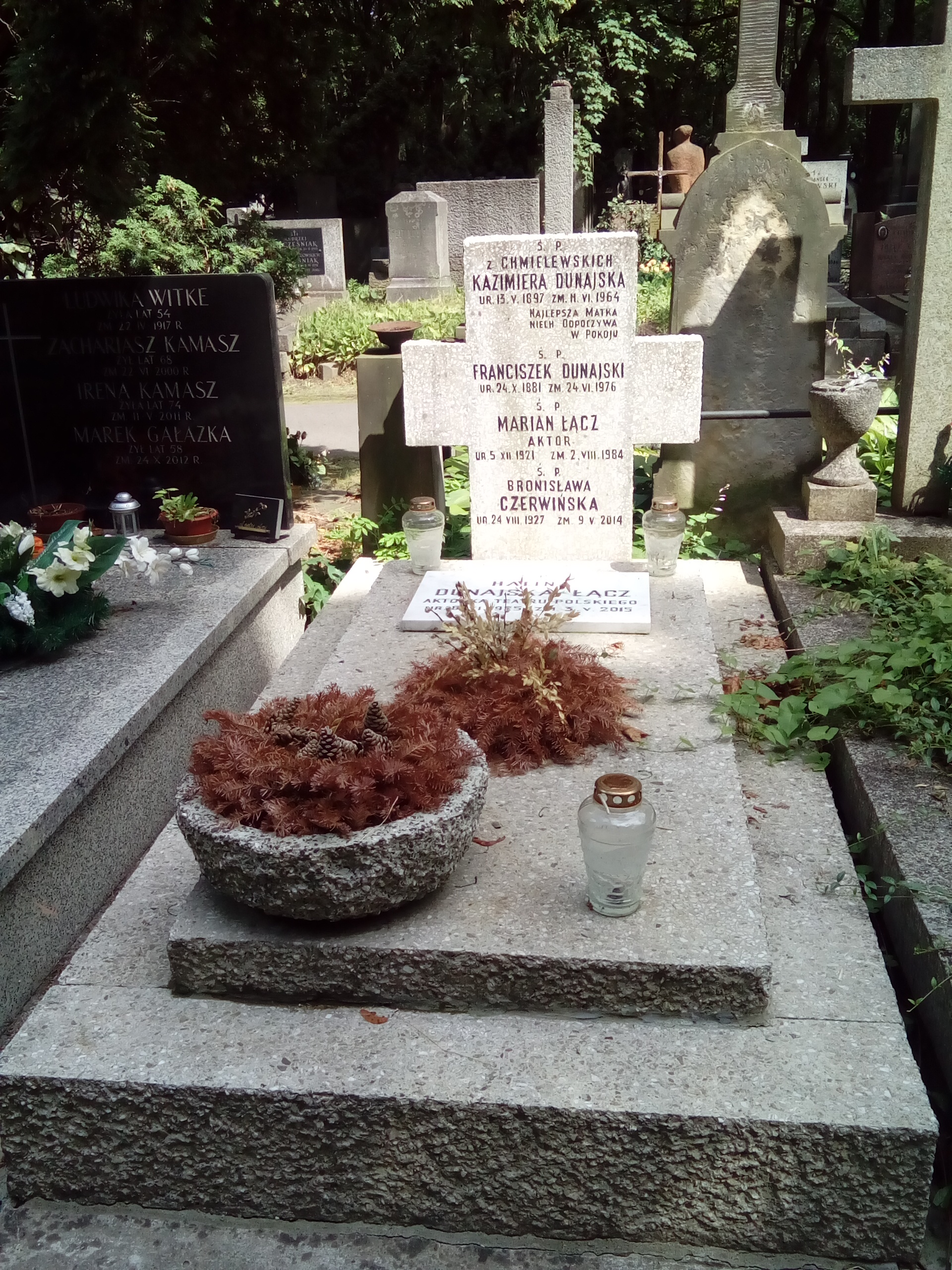
Grób Haliny Dunajskiej i Mariana Łącza na cmentarzu Powązkowskim

Halina Dunajska-Łącz (ur. 8 listopada 1926 w Grudziądzu, zm. 3 maja 2015 w Warszawie) – polska aktorka.

## Życiorys
Absolwentka PWST w Warszawie (1951). Przez całą swoją karierę zawodową, w latach 1950-87, była aktorką Teatru Polskiego w Warszawie. Zagrała także kilka niewielkich ról w filmach (m.in. Nieznany, Godzina „W”, Greta, Jedenaste przykazanie) i serialach telewizyjnych (Zmiennicy, Rzeka kłamstwa).
Była żoną aktora Mariana Łącza (do jego śmierci w 1984). Matka aktorki Laury Łącz.
6 maja 2015 została pochowana w grobowcu rodzinnym na cmentarzu Powązkowskim w Warszawie (kwatera 105-2-18).